# Scymnus

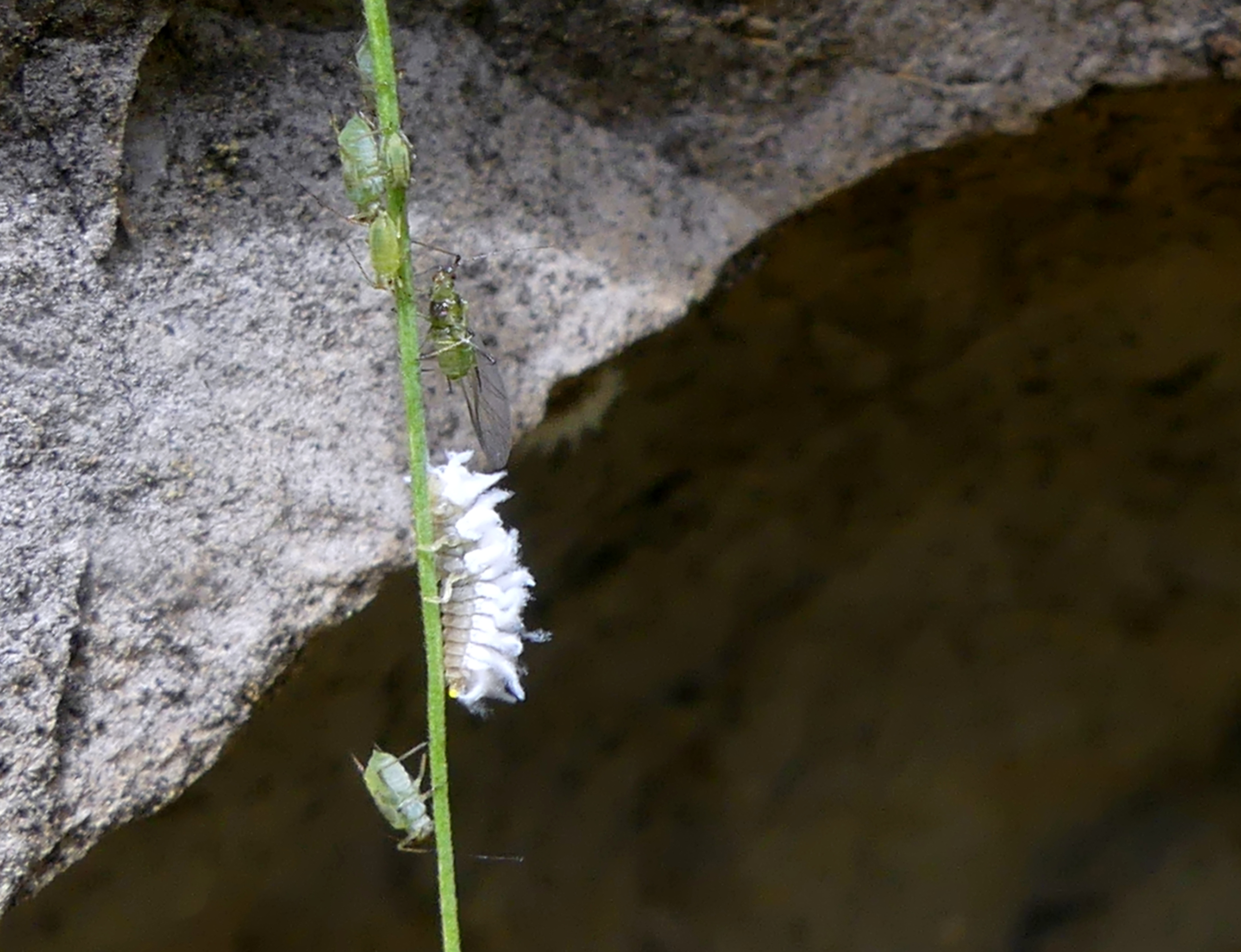
Larva de Scymnus

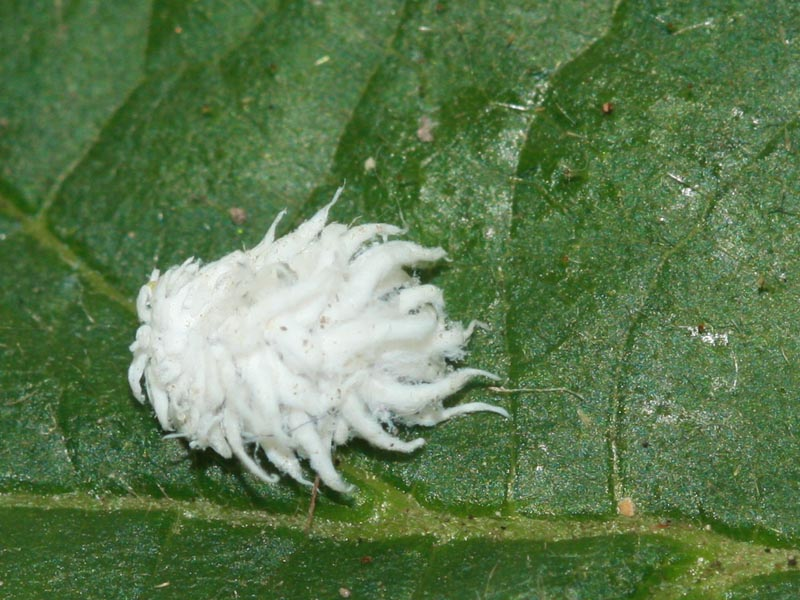
Scymnus interruptus, larva

Scymnus es un género de escarabajos de la familia Coccinellidae, subfamilia Scymninae. Hay más de 200 especies.

## Especies
- Scymnus abbreviatus
- Scymnus abietis
- Scymnus americanus
- Scymnus apetzi
- Scymnus apicanus
- Scymnus apiciflavus
- Scymnus apithanus
- Scymnus aquilonarius
- Scymnus ardelio
- Scymnus aridoides
- Scymnus aridus
- Scymnus auritus
- Scymnus barberi
- Scymnus binotulatus
- Scymnus bivulnerus
- Scymnus blackburni
- Scymnus brullei
- Scymnus bryanti
- Scymnus caffer
- Scymnus calaveras
- Scymnus carri
- Scymnus castaneus
- Scymnus caudalis
- Scymnus caurinus
- Scymnus cervicalis
- Scymnus circumspectus
- Scymnus coccivora
- Scymnus cockerelli
- Scymnus compar
- Scymnus coniferarum
- Scymnus consobrinus
- Scymnus contortubus
- Scymnus coosi
- Scymnus creperus
- Scymnus difficilis
- Scymnus dorcatomoides
- Scymnus elusivus
- Scymnus enochrus
- Scymnus erythronotum
- Scymnus falli
- Scymnus femoralis
- Scymnus fenderi
- Scymnus ferrugatus
- Scymnus festatus
- Scymnus flavescens
- Scymnus fraternus
- Scymnus frontalis
- Scymnus garlandicus
- Scymnus gilae
- Scymnus haemorrhoidalis
- Scymnus hesperius
- Scymnus horni
- Scymnus howdeni
- Scymnus huachuca
- Scymnus hubbardi
- Scymnus humboldti
- Scymnus ignarus
- Scymnus impexus
- Scymnus impletus
- Scymnus indianensis
- Scymnus interruptus
- Scymnus iowensis
- Scymnus jacobianus
- Scymnus kansanus
- Scymnus lacustris
- Scymnus latemaculatus
- Scymnus levaillanti
- Scymnus loewii
- Scymnus limbatus
- Scymnus louisianae
- Scymnus luctuosus
- Scymnus majus
- Scymnus marginalis
- Scymnus marginicollis
- Scymnus margipallens
- Scymnus martini
- Scymnus mendocino
- Scymnus mimoides
- Scymnus monticola
- Scymnus mormon
- Scymnus nebulosus
- Scymnus nemorivagus
- Scymnus neomexicanus
- Scymnus nevadensis
- Scymnus nigricollis
- Scymnus nigrinus
- Scymnus notescens
- Scymnus nubilus
- Scymnus nugator
- Scymnus nuttingi
- Scymnus ocellatus
- Scymnus oertzeni
- Scymnus opaculus
- Scymnus pacificus
- Scymnus pallens
- Scymnus pallipediformis
- Scymnus papago
- Scymnus paracanus
- Scymnus pauculus
- Scymnus peninsularis
- Scymnus postpictus
- Scymnus pulvinatus
- Scymnus puncticollis
- Scymnus quadrimaculatus
- Scymnus quadrivittatus
- Scymnus renoicus
- Scymnus rubicundus
- Scymnus rubricaudus
- Scymnus rubromaculatus
- Scymnus scapuliferus
- Scymnus securus
- Scymnus semiruber
- Scymnus simulans
- Scymnus socer
- Scymnus solidus
- Scymnus subvillosus
- Scymnus suturalis
- Scymnus tahoensis
- Scymnus tenebricus
- Scymnus tenebrosus
- Scymnus uncinatus
- Scymnus uncus
- Scymnus utahensis
- Scymnus uteanus
- Scymnus varipes
- Scymnus vividus
- Scymnus weidti
- Scymnus wickhami
- Scymnus wingoi